# Selenops actophilus
Selenops actophilus là một loài nhện trong họ Selenopidae.
Loài này phân bố ở tây nam của vùng sinh thái Neartic.
Loài này thuộc chi Selenops. Selenops actophilus được Ralph Vary Chamberlin miêu tả năm 1924.